# Glenart Castle (Schiff)
Die Glenart Castle war ein 1900 in Dienst gestellter Passagierdampfer, der von der britischen Reederei Union-Castle Line im Passagier- und Postverkehr zwischen Großbritannien und Südafrika eingesetzt wurde. Im Ersten Weltkrieg diente das Schiff als Hospitalschiff, bis es am 26. Februar 1918 im Bristolkanal von einem deutschen U-Boot versenkt wurde. Dabei kamen 153 Menschen ums Leben.

## Passagierschiff
Als sich im Jahr 1900 die Reedereien Union Steamship Company Ltd. (Union Line, gegründet 1857) und Castle Mail Packet Company Ltd. (Castle Line, gegründet 1862) zusammenschlossen und die neue Union-Castle Line bildeten, gingen die Schiffe beider Unternehmen in das Eigentum der Union-Castle Line über. Darunter war auch der 6757 BRT große Passagierdampfer Galician, der noch von der Union Line in Auftrag gegeben worden war und sich bei Harland & Wolff im nordirischen Belfast noch im Bau befand (Baunummer 348, Identifikation 6824). Am 20. September 1900 lief das Schiff vom Stapel. Die Fertigstellung erfolgte am 6. Dezember 1900.
Die Galician war 134,20 Meter lang und 15,91 Meter breit und hatte einen Schornstein, zwei Masten und einen Doppelpropeller. Die beiden Dreifachexpansions-Dampfmaschinen leisteten 375 nominale Pferdestärken (nhp) und ermöglichten eine Höchstgeschwindigkeit von 12,5 Knoten (23,2 km/h). An Bord war Platz für 70 Passagiere der Ersten, 105 der Zweiten und 91 der Dritten Klasse. Die Galician wurde im Linienverkehr nach Kapstadt eingesetzt.
Am 15. August 1914 wurde die Galician 90 Meilen westlich von Teneriffa mit 39 Passagieren an Bord unter dem Kommando von Kapitän E. W. Day von dem zu einem Hilfskreuzer umgewandelten ehemaligen deutschen Ozeandampfer Kaiser Wilhelm der Große gestoppt. Lieutenant Deane und der Artillerist Sherman wurden gefangen genommen, aber wegen der Frauen und Kinder an Bord konnte das Schiff seine Fahrt fortsetzen.

## Hospitalschiff
Im September 1914 wurde die Galician zu einem Hospitalschiff mit Platz für 453 Patienten umgerüstet und erhielt den Namen HMHS Glenart Castle nach der Tradition der Reederei, ihre Schiffe nach Schlössern und Burgen zu benennen. Außerdem war Galizien, wonach das Schiff ursprünglich benannt war, Teil des Kaiserreichs Österreich-Ungarn und somit ein Feind.
Am 1. März 1917 fuhr die Glenart Castle auf der Fahrt von Le Havre nach Southampton mit Verwundeten an Bord nordwestlich der Owers Bank auf eine von dem U-Boot UC 65 (Kapitänleutnant Otto Steinbrinck) gelegte Seemine und wurde zur Reparatur nach Portsmouth geschleppt.

## Versenkung

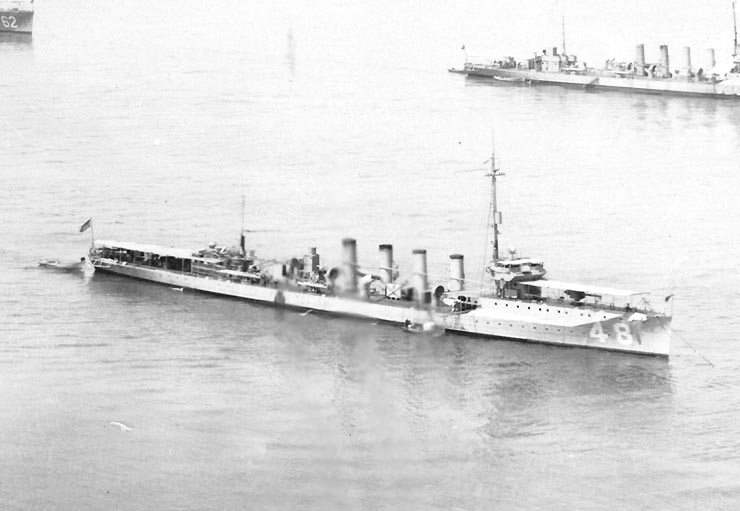
Der US-Zerstörer USS Parker nahm einige der Überlebenden auf.

Am Montag, dem 25. Februar 1918 legte die Glenart Castle unter dem Kommando von Lieutenant Commander Bernard Burt (55) mit Besatzungsmitgliedern und Pflegepersonal in Cardiff zu einer Überfahrt nach Brest ab, um dort neue Patienten aufzunehmen. An Bord befanden sich 120 Mannschaftsmitglieder, acht Krankenschwestern, sieben Offiziere des Royal Army Medical Corps (RAMC) und 47 weitere RAMC-Ränge (insgesamt 182 Menschen, wobei andere Quellen auch von 186 Personen ausgehen). Fischer im Ärmelkanal konnten das hell erleuchtete und klar als Hospitalschiff erkennbare Schiff sehen. Es hatte Positions- und Mastlichter gesetzt und auch das auf den Rumpf gemalte rote Kreuz war auszumachen.

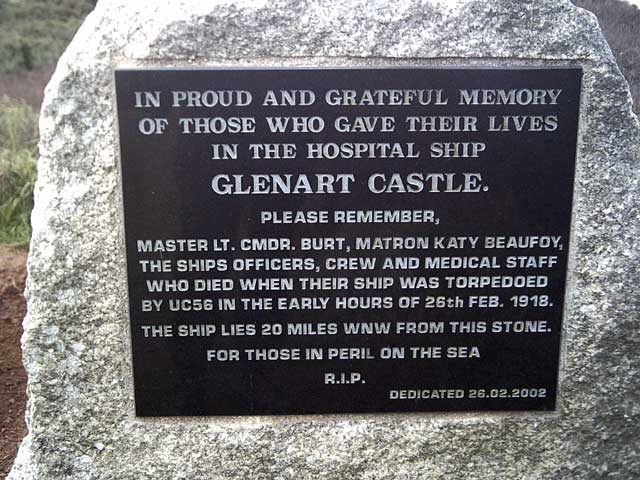
Ein 2002 zur Erinnerung an die Todesopfer der Glenart Castle errichteter Gedenkstein (Kapitän Burt und Schwester Beaufoy sind namentlich erwähnt).

Am 26. Februar gegen 4 Uhr morgens wurde die Glenart Castle von dem deutschen U-Boot UC 56 im Bristolkanal ohne Vorwarnung torpediert. UC 56 war ein U-Boot der Kaiserlichen Marine, das sich unter dem Kommando von Kapitänleutnant d. R. Wilhelm Kiesewetter befand. Der Torpedo schlug in den Laderaum Nr. 3 gleich hinter dem Maschinenraum ein. Die Druckwelle der Explosion ließ augenblicklich sämtliche Lichter erlöschen und zerstörte den Großteil der Rettungsboote. Die schnell zunehmende Schlagseite behinderte das ordnungsgemäße Aussetzen der übrigen Boote.
In den acht Minuten, in denen das getroffene Schiff sank, konnten nur sieben Boote zu Wasser gelassen werden. Die meisten davon wurden in der rauen See überschwemmt und kenterten. 153 der 182 Menschen an Bord, darunter der Kapitän, 94 Besatzungsmitglieder, alle acht Krankenschwestern, alle sieben RAMC-Offiziere, die Stewardess Elizabeth Elbra und fast alle Krankenpfleger kamen ums Leben. Die Oberschwester der Glenart Castle, Katy Beaufoy (1869–1918), war eine Veteranin des Burenkriegs und bereits Oberschwester des New Khedivial Hotel in Alexandria und des Polytechnischen Instituts in Rom gewesen. Ihre Familie behielt ihr Tagebuch, in dem sie das Leben auf dem Schiff beschrieb.
Ein Rettungsboot mit 22 Überlebenden wurde von dem französischen Schoner Feon gefunden, der die Männer nach Swansea brachte. Einige weitere Männer wurden am Abend des 27. Februar von der USS Parker, einem Zerstörer der United States Navy, aufgenommen. Insgesamt überlebten 25 Besatzungsmitglieder und vier RAMCs. Die Zahl der Opfer wird in anderen Quellen auch mit 155, 162 und 168 angegeben.
Es gab den Verdacht, dass die U-Boot-Mannschaft wie im Fall der Llandovery Castle auf Überlebende im Wasser geschossen hat, um Augenzeugen der Tat auszulöschen. Die Leiche eines Offiziers der Glenart Castle wurde beispielsweise in der Nähe des Unglücksorts mit Einschüssen in Nacken und Hüfte gefunden.
Nach dem Krieg machte die britische Admiralität U-Boot-Kommandanten, die Hospitalschiffe versenkt hatten, ausfindig und klagte sie an. Der Kommandant von UC 56, Wilhelm Kiesewetter, wurde 1918 verhaftet und im Tower of London inhaftiert. Er musste mit der Begründung freigelassen werden, dass während der Friedensverhandlungen keine Gefangene gehalten werden durften.
Das Wrack der Glenart Castle liegt etwa zehn Meilen westlich der Insel Lundy in etwa 73 Metern Tiefe. 51° 7′ N, 5° 3′ W